# Crinia parinsignifera
Crinia parinsignifera és una espècie de granota que viu a l'est d'Austràlia.